# Cornifrons albidiscalis
Cornifrons albidiscalis là một loài bướm đêm trong họ Crambidae.